# Киясово (Московская область)
Киясово — село в Ступинском районе Московской области в составе Городского поселения Жилёво (до 2006 года — входило в Новоселковский сельский округ).

## География
Киясово расположено в центральной части района, на безымянном правом притоке реки Каширка, высота центра села над уровнем моря — 166 м.
На 2016 год в Киясово 7 улиц, 2 переулка и 1 тупик, село связано автобусным сообщением с райцентром и соседними населёнными пунктами.

## История
Впервые в исторических документах упоминается в 1461 году, как селение Ядрово, в 1709 году также упоминается «мирское прозвание Киясовка». В селе действует Казанская церковь, 1701 года постройки, весь комплекс которой — памятник архитектуры федерального значения.

## Население
| 2002 | 2006 | 2010 |
| ---- | ---- | ---- |
| 225  | ↘210 | ↗243 |